# Bryan P. Radliff

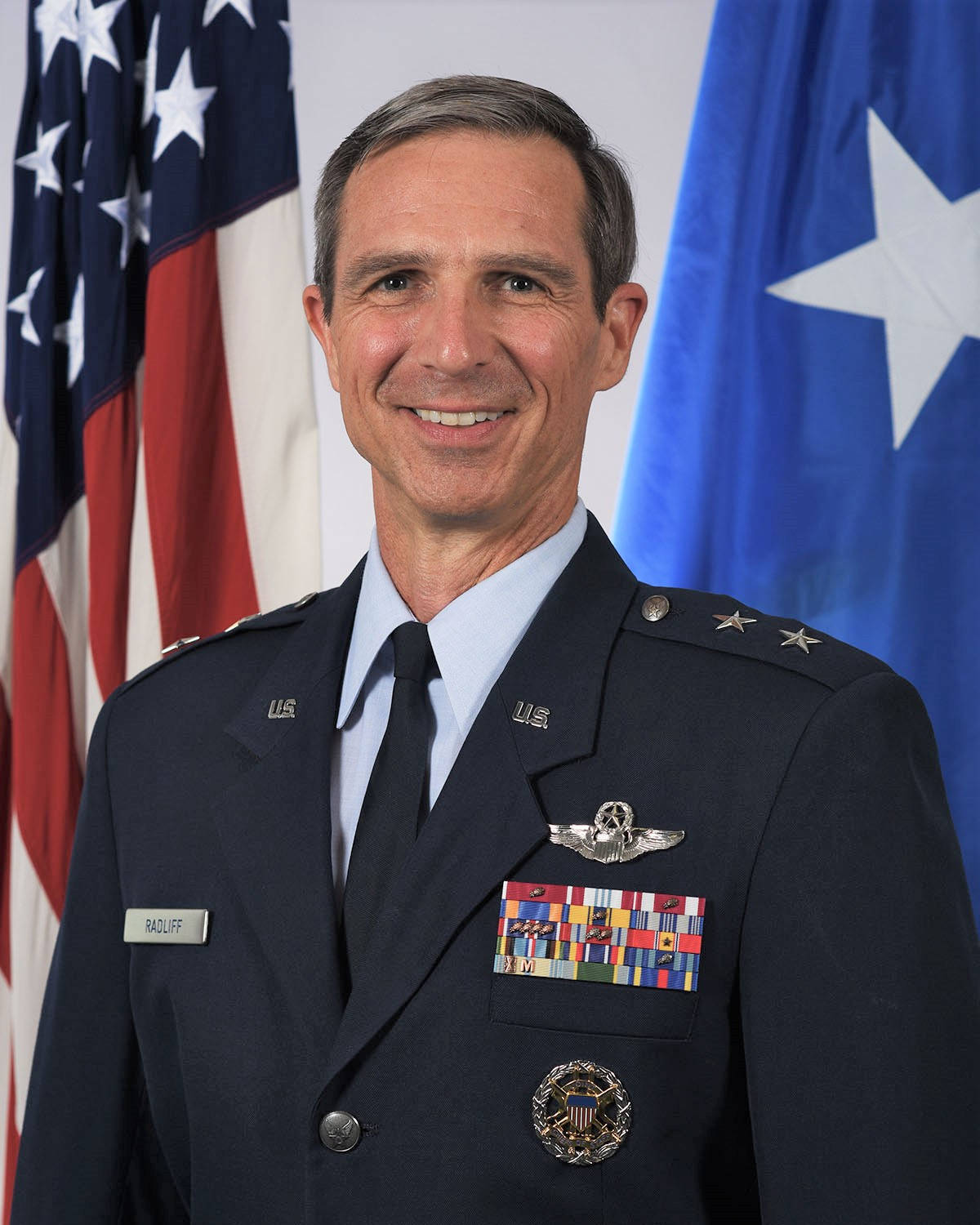
Bryan P. Radliff

Bryan P. Radliff (* um 1967) ist ein pensionierter Generalmajor der United States Air Force. Er war unter anderem Kommandeur der 10. Luftflotte.
Über das ROTC-Programm der Southern Illinois University Carbondale gelangte er im Jahr 1989 in das Offizierskorps der United States Air Force. Dort durchlief er anschließend alle Offiziersränge vom Leutnant bis zum Zwei-Sterne-General.
Im Lauf seiner militärischen Karriere absolvierte er verschiedene Kurse und Schulungen. Dazu gehörten unter anderem eine Ausbildung zum Kampfpiloten und weitere Fortbildungskurse als Pilot neuer Flugzeugtypen; die Squadron Officer School auf der Maxwell Air Force Base in Alabama; das Air Command and Staff College und das Air War College, jeweils über einen Fernkurs; das Joint Forces Staff College in Norfolk in Virginia; die Embry-Riddle Aeronautical University; die NATO School Oberammergau; der Joint Force Land Component Commander Course in Carlisle in Pennsylvania; der Joint Force Air Component Commander Course auf der Maxwell AFB und der Capstone Course der National Defense University in Fort Lesley J. McNair in Washington, D.C. Außerdem erhielt er akademische Grade von der University of North Carolina at Chapel Hill und der Harvard Kennedy School.
In seinen frühen Jahren als Offizier der Luftwaffe war er an verschiedenen Stützpunkten in den Vereinigten Staaten stationiert. Dabei war er als Pilot, Flugausbilder oder Stabsoffizier bei unterschiedlichen Einheiten tätig. Dazwischen absolvierte er die erwähnten Schulungen. Er war Pilot während der Operation Southern Watch im Irak. Außerdem gehörte er zu den Luftstreitkräften der Operation Noble Eagle die nach den Terroranschlägen am 11. September 2001 zum Schutz des nordamerikanischen Kontinents ins Leben gerufen wurde.
Im Jahr 2003 wechselte Bryan Radliff vom aktiven Militärdienst der Air Force zu deren Reserve. In der Folge wurde er immer wieder zum Dienst in Reserveeinheiten der Air Force herangezogen. Zwischen Oktober 2010 und April 2011 kommandierte er auf der Holloman Air Force Base in New Mexico die 44th Fighter Group. Es folgte eine Versetzung zur Elmendorf Air Force Base in Alaska, wo er bis zum November 2012 die 477th Fighter Group befehligte. Danach übernahm er auf der Hill Air Force Base in Utah das Kommando über das 419. Kampfgeschwader (419th Fighter Wing), das er zwischen November 2012 und November 2015 innehatte.
Seine nächste Mission führte ihn nach Fort Worth in Texas. Bis zum November 2016 war er auf der dortigen Naval Air Station Joint Reserve Base stellvertretender Kommandeur der 10. Luftflotte. Anschließend war er bis zum August 2018 als Einberufungsberater (Mobilization Assistant) im Stab der 12. Luftflotte tätig. Die gleiche Aufgabe erfüllte er anschließend bis zum Juni 2021 im Stab der 1. Luftflotte. Am 4. Juni 2021 übernahm Brian Radliff auf der Naval Air Station Joint Reserve Base Fort Worth als Nachfolger von Brian K. Borgen das Kommando über die 10. Luftflotte. Dieses Amt bekleidete er bis zum 4. August 2023, als er von Regina A. Sabric abgelöst wurde. Anschließend schied er aus dem Militärdienst aus.
Während seiner aktiven Zeit als Militärpilot absolvierte er über 3500 Flugstunden auf verschiedenen Flugzeugtypen.

## Daten der Beförderungen
| Abzeichen | Rang               | Jahr              |
| --------- | ------------------ | ----------------- |
|           | Second Lieutenant  | 8. Oktober 1989   |
|           | First Lieutenant   | 8. Oktober 1991   |
|           | Captain            | 8. Oktober 1993   |
|           | Major              | 20. November 2000 |
|           | Lieutenant Colonel | 18. August 2005   |
|           | Colonel            | 1. Oktober 2010   |
|           | Brigadier General  | 1. März 2017      |
|           | Major General      | 20. Juni 2020     |

## Orden und Auszeichnungen
Bryan Radliff erhielt im Lauf seiner militärischen Laufbahn unter anderem folgende Auszeichnungen:
- Legion of Merit
- Defense Meritorious Service Medal
- Meritorious Service Medal
- Air Medal
- Air Force Commendation Medal
- Air Force Achievement Medal
- Air Force Outstanding Unit Award
- Combat Readiness Medal